# Диазепам
Диазепам (Валијум, Бенседин, Диазепамум, Seduxenum, Relanium, Sibazonum) је лек у коме је активни састојак диазепам, који припада групи бензодиазепина.

## Изглед
Бенседин таблете могу бити од 2, 5 и 10 милиграма. Од 2 и 10 су жућкасто-беле боје, а од 5 је такође жућкасто-беле боје само што има назначену подеону црту на једној страни.

## Начин деловања
Бенседин је лек првенствено намењен лечењу анксиозних поремећаја, он смањује осећај стрепње и напетости, делује антиколвузивно и доводи до релаксација мишића.